# Route nationale 149
Die Route nationale 149, kurz N 149 oder RN 149, war eine französische Nationalstraße.

Die Nationalstraße wurde 1824 zwischen einer Kreuzung mit der Nationalstraße 148 bei Fontenay-le-Comte und Les Sables-d’Olonne festgelegt. 1973 wurde diese 74 Kilometer lange Straße komplett herabgestuft. Im Gegenzug erfolgte die Umwidmung der Nationalstraße 148bis in die Nationalstraße 149. Diese wird so nach und nach durch eine parallel teilweise existierende bzw. in Bau befindliche Schnellstraße mit der Straßennummer Nationalstraße 249 ersetzt. Beide sind Teil des Nordwestastes der Route Centre-Europe-Atlantique.

## Streckenverlauf
| Position | höchste zulässige Gesamtgeschwindigkeit | Fahrbahnen | Typ                          | Abschnitt   | Längengrad | Breitengrad |
| -------- | --------------------------------------- | ---------- | ---------------------------- | ----------- | ---------- | ----------- |
| 1        | 110                                     | 2          | Beginn an Straße             |             | 46.8503    | −0.5230     |
| 2        | 110                                     | 2          | Teil-Anschlußstelle          | Bressuire   | 46.8538    | −0.4780     |
| 3        | 110                                     | 2          | Vollständige Anschlussstelle | Bressuire   | 46.8487    | −0.4716     |
| 4        | 110                                     | 2          | Ende an Straße               |             | 46.8333    | −0.4359     |
| 5        | 110                                     | 2          | Beginn an Straße             |             | 46.6496    | −0.1637     |
| 6        | 110                                     | 2          | Ende an Straße               | La Ferrière | 46.6534    | −0.1018     |
| 7        | 110                                     | 2          | Beginn an Straße             | Vouillé     | 46.6518    | 0.1283      |
| 8        | 110                                     | 2          | Ende an Straße               | Vouillé     | 46.6495    | 0.1479      |
| 9        | 90                                      | 2          |                              |             | 46.6290    | 0.2637      |
| 10       | 90                                      | 1          |                              |             | 46.6326    | 0.2911      |